# W.E.B. Dubois Boyhood Homesite
Unter der Bezeichnung W.E.B. Dubois Boyhood Homesite sind die Überreste des Jugendwohnhauses des afroamerikanischen Bürgerrechtlers W. E. B. Du Bois mit angrenzendem Grundstück als National Historic Landmark im National Register of Historic Places eingetragen. Der Standort befindet sich rund zwei Meilen (ca. 3 km) westlich von Great Barrington nördlich der Massachusetts Route 23 im Bundesstaat Massachusetts der Vereinigten Staaten.

## Beschreibung

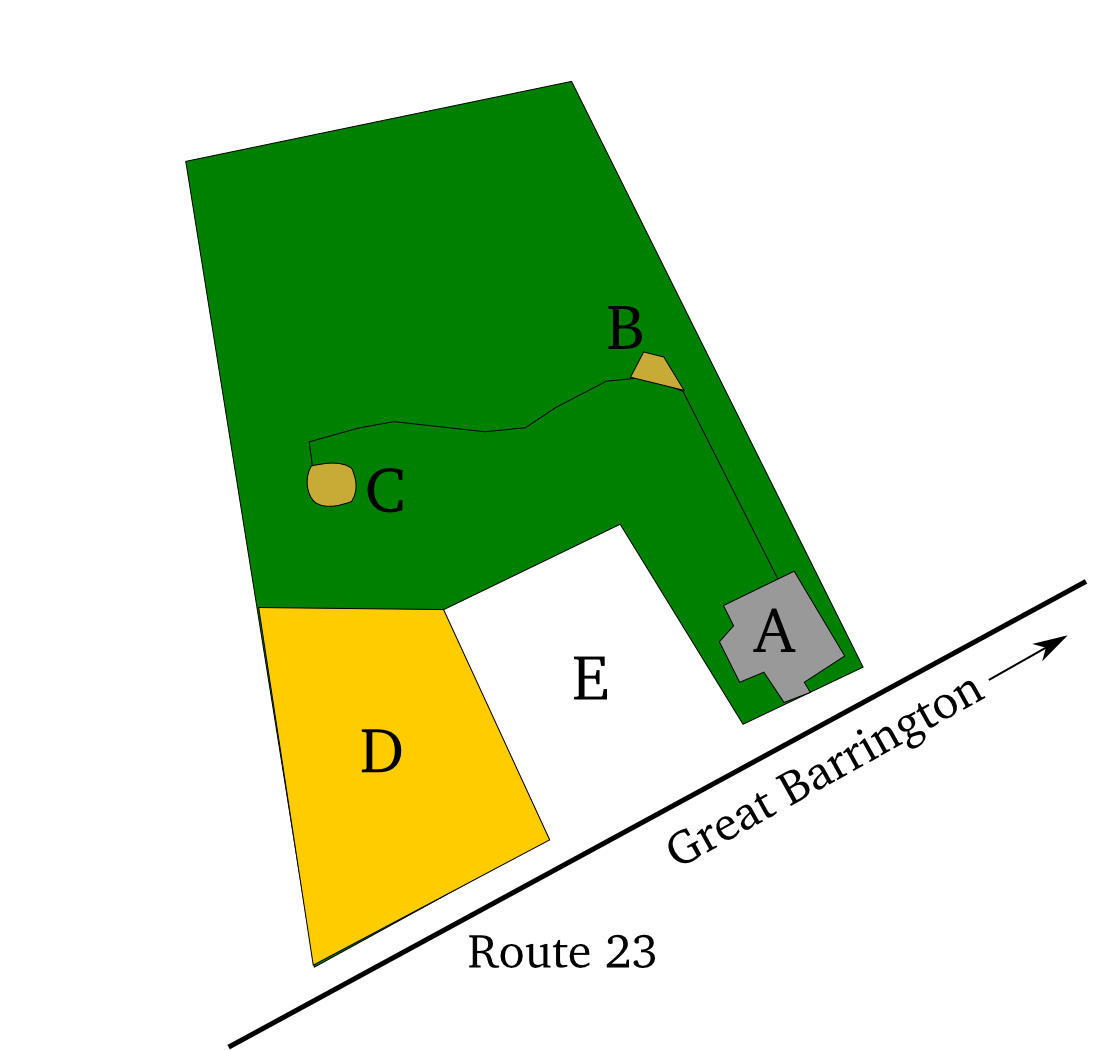
Lageplan des Grundstücks, 2009

Das 2 ha große Grundstück besteht vorwiegend aus Wald, besitzt einen U-förmigen Grundriss und umschließt ein weiteres, in Privatbesitz befindliches Grundstück (Bereich „E“ im Lageplan), das nicht zum NRHP-Eintrag hinzuzählt. Vom Gebäude selbst sind lediglich einige Grundmauern, der Kamin und der Keller erhalten (Bereich „D“ im Lageplan). An der Position „A“ befindet sich ein Parkplatz, an Position „B“ eine Informationstafel sowie an Position „C“ ein 1969 errichteter Gedenkstein.

## Historische Bedeutung
Der 1868 geborene Du Bois war einer der einflussreichsten Afroamerikaner seiner Zeit, der sich für die Rechte der schwarzen Bevölkerung in den Vereinigten Staaten einsetzte und vor allem als Gründer der National Association for the Advancement of Colored People (NAACP) und als Mitgründer des Niagara Movements bekannt wurde. Er war zudem Herausgeber der Zeitschrift The Crisis, über die er die Arbeit der NAACP einem breiten Publikum zugänglich machte. Als erster Afroamerikaner erhielt er einen Doktorgrad der Harvard University und veröffentlichte mehr als 20 Bücher sowie mehrere hundert Artikel.
1963 nahm er die Ghanaische Staatsbürgerschaft an und starb am 27. August desselben Jahres in Accra, wo er auch begraben ist.